# Rambo III
Rambo III è un film del 1988 diretto da Peter MacDonald.
È la terza pellicola della saga dedicata al reduce John Rambo interpretato da Sylvester Stallone.

## Trama
John Rambo, riguadagnata la propria libertà, ora vive assieme a dei monaci buddisti in Thailandia, che aiuta svolgendo per loro dei lavori e partecipando, di tanto in tanto, a degli incontri di lotta nei bassifondi per racimolare denaro da donare al monastero. Il colonnello Samuel Trautman lo raggiunge per coinvolgerlo in un'operazione americana per tentare di colpire un commando sovietico che, invaso l'Afghanistan, compie genocidi verso la popolazione locale. Rambo però, stanco di essere coinvolto in assurde guerre, rifiuta l'invito dell'ex superiore e amico. Trautman procede comunque ma viene assalito da forze nemiche nei pressi del confine, con conseguente sterminio dei suoi uomini. Trautman viene catturato e inviato a una grande base di montagna per essere interrogato dal colonnello sovietico Zaysen e il suo scagnozzo, il sergente Kourov.
L'ambasciatore ufficiale Robert Griggs informa Rambo della cattura di Trautman, ma si rifiuta di approvare una missione di salvataggio per paura di attirare gli Stati Uniti in guerra. Consapevole che Trautman morirà in caso contrario, Rambo ottiene il permesso di intraprendere un salvataggio da solo a condizione che egli sarà sconfessato in caso di cattura o di morte. Rambo vola subito a Peshawar, in Pakistan, dove intende convincere il trafficante d'armi Mousa Ghani per portarlo a Khowst, la città più vicina alla base sovietica, dove Trautman è tenuto prigioniero. I mujaheddin in paese, guidati dal capo Masoud, esitano ad aiutare Rambo nel liberare Trautman. Nel frattempo, un informatore dei sovietici alle dipendenze di Ghani informa i russi, che inviano due elicotteri d'attacco per distruggere il villaggio. Anche se Rambo riesce a distruggere uno di essi con una torretta, i ribelli si rifiutano di aiutarlo ulteriormente. Aiutato solo da Mousa e un giovane ragazzo di nome Hamid, Rambo attacca la base sovietica e infligge danni significativi prima di essere costretto a ritirarsi. Hamid, così come Rambo, sono feriti durante la battaglia e Rambo manda via lui e Mousa prima di riprendere la sua infiltrazione. Eludendo abilmente la sicurezza di base, Rambo raggiunge Trautman proprio mentre sta per essere torturato con un lanciafiamme. Lui e Trautman salvano molti altri prigionieri e dirottano un elicottero Hind per sfuggire alla base. L'elicottero è danneggiato durante il decollo e si blocca rapidamente, costringendo i fuggitivi a fuggire attraverso la sabbia a piedi. Un elicottero d'attacco insegue Rambo e Trautman fino a una grotta vicina, dove Rambo lo distrugge con una freccia esplosiva. Un furioso Zaysen manda un commando sotto Kourov per ucciderli, ma i russi vengono sbaragliati. Un Kourov ferito attacca Rambo a mani nude, ma è superato e ucciso. Come Rambo e Trautman si dirigono verso il confine con il Pakistan, Zaysen e le sue forze li circondano.
Dopo essersi riparati in una trincea nel bel mezzo del campo di battaglia, si scontrano con gli agguerriti plotoni sovietici. Proprio quando sembra che per Rambo e Trautman sia la fine certa, improvvisamente un centinaio di ribelli a cavallo, guidati da Masoud, intervengono per aiutare i due a combattere contro gli invasori per la loro libertà.
I sovietici, coadiuviati da Zaysen, tentano di resistere ma vengono sconfitti. Nella scena finale Rambo, alla guida di un carro armato, affronta il colonnello sovietico, alla guida di un elicottero Mil Mi-24: i due veicoli si lanciano l'uno contro l'altro a tutta velocità, sparandosi poco prima dell'impatto: alla fine, un pauroso urto frontale determina la distruzione dell'elicottero, mentre Rambo, protetto dal veicolo corazzato, ha la meglio, uccidendo Zaysen. Infine Rambo dona il suo ciondolo portafortuna (che era di Co Bao) ad Hamid e assieme a Trautman torna in jeep in Thailandia.

## Produzione

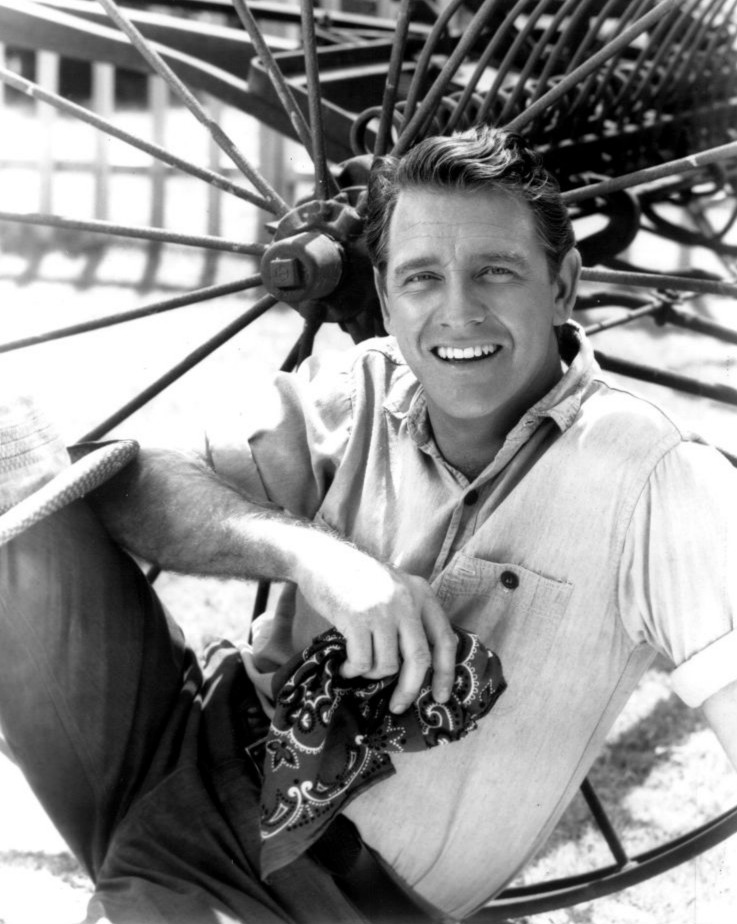
Richard Crenna interpreta il Colonnello Samuel Trautman.

Il film è stato prodotto dalla Carolco Pictures. Gli effetti visivi sono a opera della Introvision International. Dei suoni post-produzione si è invece occupata la Dolby Laboratories. Inizialmente il regista del film avrebbe dovuto essere Russell Mulcahy, ma pochi giorni dopo l'inizio delle riprese venne sostituito dal direttore della fotografia Peter MacDonald a causa di divergenze creative. Insieme a lui abbandonarono il film anche tre direttori della fotografia.
Il budget per la realizzazione della pellicola ammonta a circa $ 63.000.000. Stallone chiese e ottenne un Gulfstream jet (dal costo di $ 12 milioni), come parte della sua retribuzione per il film. Si tratta dell'ultimo film della saga di Rambo che vede la partecipazione di Richard Crenna nel ruolo del colonnello Samuel Trautman. Crenna morì il 17 gennaio del 2003, prima della realizzazione del quarto film (2008) che è stato dedicato alla sua memoria.
Il personaggio di Masoud (Spiros Focas) è un riferimento ad Aḥmad Shāh Masʿūd, militare e politico afghano del Fronte Unito, combattente contro il regime talebano dell'Afghanistan. Fu comandante rispettato ed amato dei combattenti islamici per la resistenza afgana contro l'invasione sovietica prima e contro il regime dei talebani poi. Durante la guerra civile afghana divergenze politiche e ideologiche lo opposero lungamente al Partito islamico di Gulbuddin Hekmatyar. Con la vittoria del fronte di Burhanuddin Rabbani, da lui sostenuto, ebbe la nomina a ministro della difesa. Stallone scelse il comico francese Marc de Jonge per il ruolo del colonnello Zaysen dopo averlo visto in una pubblicità.

### Riprese
Le scene sono state riprese dal 30 agosto al 22 dicembre 1987. Il film vanta molti set sontuosi ed è stato girato in vari continenti. L'inizio è stato girato in Thailandia, fra Bangkok ed il monastero buddista di Chiang Mai. Il resto del film, in particolare gli esterni, sono stati girati a: Peshawar in Pakistan; in Israele fra Tel Aviv, Eilat e Jaffa; negli Stati Uniti, nell'Imperial County in California e a Yuma fra la Fort Yuma Indian Reservation e la Yuma Territorial Prison State Park, Arizona.

## Colonna sonora
La canzone che si sente alla fine del film è He Ain't Heavy, He's My Brother, cantata da Bill Medley. Altre canzoni sono It is our destiny, cantata sempre da Bill Medley, scritta da Péter Wolf e Ina Wolf, e The Bridge, prodotta da Giorgio Moroder, scritta da Tom Whitlock, e cantata dallo stesso Moroder insieme a Joe Pizullo. Inoltre, era stata scritta una vasta colonna sonora dal compositore americano premio Oscar Jerry Goldsmith; tuttavia, gran parte di essa, non è stata utilizzata.

## Distribuzione

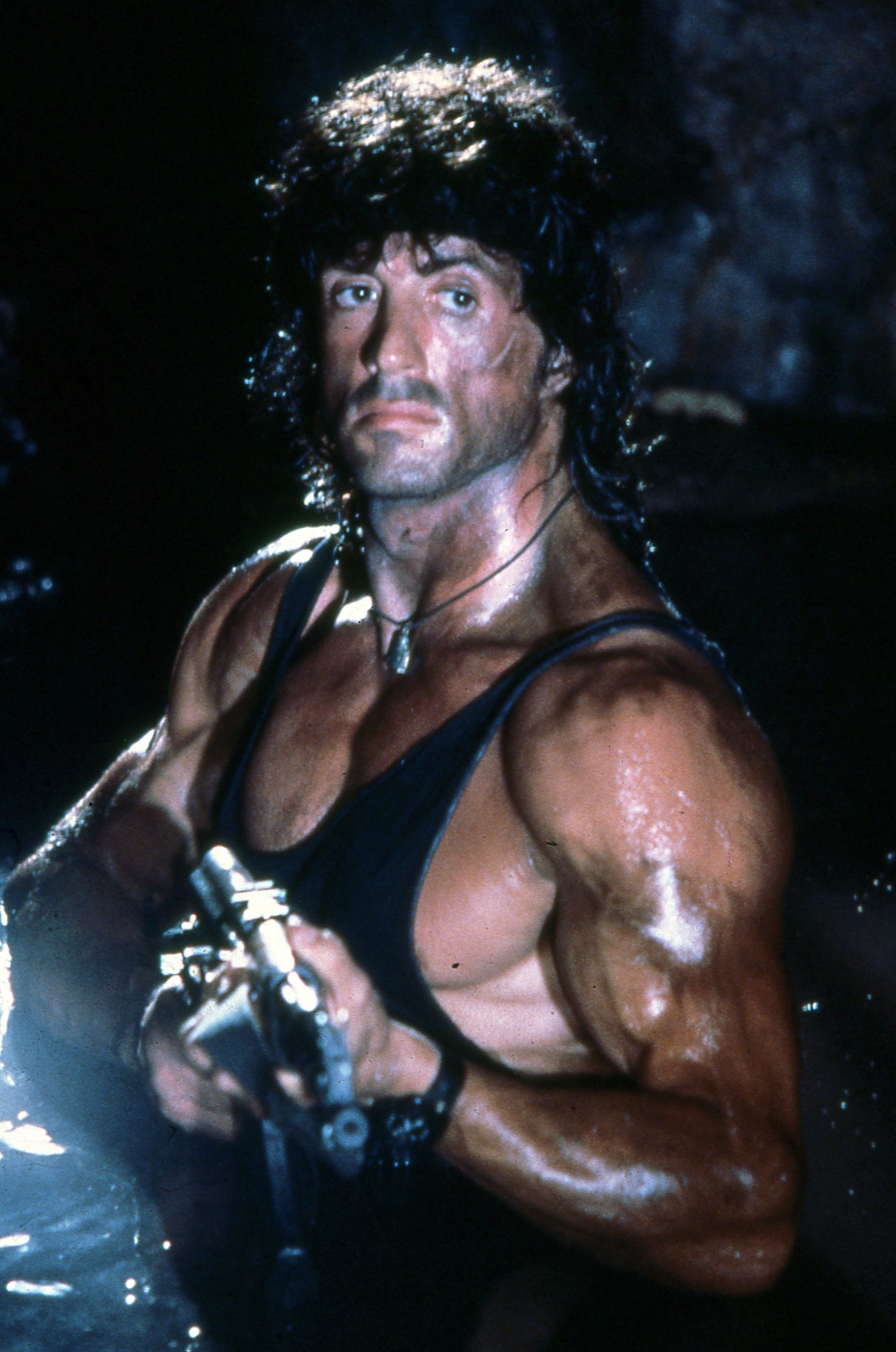
Sylvester Stallone in una scena del film.

### Uscita nelle sale
Il film è stato distribuito negli Stati Uniti d'America il 25 maggio 1988 dalla TriStar Pictures; in Giappone l'11 giugno dalla Toho-Towa; in Australia il 23 giugno dalla Roadshow Entertainment; in Taiwan il 25 giugno; a Davao il 28 giugno; in Uruguay il 30 giugno; in Norvegia e in Svezia (dalla Svensk Filmindustri (SF)) il 1º luglio; in Germania Ovest il 14 luglio dalla Jugendfilm-Verleih; in Finlandia il 15 luglio dalla Finnkino con il nome Rambo - taistelija 3; in Argentina il 21 luglio; nei Paesi Bassi il 4 agosto dalla Concorde Film; in Portogallo il 12 agosto; in Brasile il 19 agosto; in Regno Unito e Irlanda il 26 agosto dalla Guild Film Distribution; in Danimarca il 29 agosto; in Francia il 26 ottobre dalla Columbia TriStar Films. In Italia fu distribuito da Cecchi Gori Group nel dicembre 1988.

### Censura
Il film, a seconda del paese di proiezione, ha avuto una censura più o meno "severa": è stato vietato ai minori di 13 anni in Québec; minori di 14 in Brasile e Cile; 15 in Svezia; 16 in Argentina, Islanda, Paesi Bassi, e Portogallo; 18 in Finlandia, Germania Ovest, Ontario, Malesia, Norvegia, Spagna, e Regno Unito. In Italia è stato invece classificato come T, ovvero visibile a tutti, in Australia M (Recommended for mature audiences), ovvero sconsigliato ai minori di 15 anni, mentre a Singapore PG, ovvero che la visione dei bambini è consigliata con la presenza di un adulto. Con il certificato numero 29127 la Motion Picture Association of America (MPAA), operante negli Stati Uniti d'America, ha valutato il film R (restricted), ovvero vietato ai minori di 17 anni non accompagnati dai genitori.

## Accoglienza

### Incassi
Nel primo week-end di apertura il film incassa $ 16.745.418 in patria, £ 551.189 in Regno Unito, e DEM 6.685.239 in Germania Ovest. Il guadagno totale negli Stati Uniti d'America è pari a $ 53.715.611, mentre nel resto del mondo $ 135.300.000, di cui £ 1.932.302 in Regno Unito, ESP 530.637.133 in Spagna, SEK 10.558.330 in Svezia, DEM 19.767.651 in Germania Ovest, per un incasso globale di $ 189.015.611.

### Critica
Il film è stato accolto in maniera mista dalla critica: su MYmovies 2,25/5, su FilmTV 4,2/10, su Movieplayer 1,9/5.
- Teletutto:
  - "Terzo capitolo delle avventure dell'eroe spaccatutto. La storia è ingenua ma le scene di guerra sono girate egregiamente".
- Segnalazioni Cinematografiche:
  - "Un film frenetico ridondante e spesso confuso nelle scene di azione".
- Francesco Mininni de Magazine Italiano Tv:
  - "Un caso da manuale di mancato tempismo: quando il film uscì, i russi avevano già iniziato a lasciare l'Afghanistan, e Rambo andò incontro a un clamoroso insuccesso commerciale (soprattutto in considerazione del costo del film). Si direbbe che i tempi di Rambo siano proprio passati: considerando la metamorfosi del personaggio rispetto al primo film c'è di che rallegrarsene".
- Laura e Morando Morandini de Telesette:
  - "Questo film che ha lo stile di uno 'spot' pubblicitario per la promozione di una fabbrica di esplosivi, è costato 63 milioni di dollari di cui 14 a Stallone. Senza contare i grugniti, si è preso mezzo milione per ogni battuta di dialogo".

## Riconoscimenti
- 1989 - BMI Film & TV Awards
  - BMI Film Music Award per Jerry Goldsmith
- 1989 - Young Artist Awards
  - Candidatura per il miglior giovane attore in un film per Doudi Shoua
- 1988 - Razzie Awards
  - Peggior attore protagonista per Sylvester Stallone
  - Candidatura per il peggior film per Buzz Feitshans
  - Candidatura per il peggior attore non protagonista per Richard Crenna
  - Candidatura per il peggior regista per Peter MacDonald
  - Candidatura per la peggior sceneggiatura per Sylvester Stallone e Sheldon Lettich